# Esselbach (gmina)
Esselbach – miejscowość i gmina w Niemczech, w kraju związkowym Bawaria, w rejencji Dolna Frankonia, w regionie Würzburg, w powiecie Main-Spessart, wchodzi w skład wspólnoty administracyjnej Marktheidenfeld. Leży w Spessart,  około 21 km na południowy zachód od Karlstadt, przy autostradzie A3 i drodze B8.
W dzielnicy Kredenbach znajduje się lądowisko.

## Dzielnice
W skład gminy wchodzą trzy dzielnice: 
- Esselbach
- Kredenbach
- Steinmark

## Demografia
| Rok  | Liczba mieszk. |
| ---- | -------------- |
| 1970 | 1627           |
| 1987 | 1747           |
| 2000 | 2041           |
| 2005 | 2036           |

## Oświata
(na 1999)

W gminie znajduje się przedszkole katolickie, szkoła podstawowa oraz szkoła prywatna.